# Orxan Nuriyev
Orxan Elşad oğlu Nuriyev (ur. 25 lipca 1995 roku) – azerski zapaśnik walczący w stylu wolnym. Zajął czternaste miejsce na mistrzostwach świata w 2017. Piąty na mistrzostwach Europy w 2016 i 2019. Piąty na igrzyskach europejskich w 2015 i jedenasty w 2019. Wygrał Igrzyska Solidarności Islamskiej w 2017. Wojskowy wicemistrz świata z 2017. Pierwszy w Pucharze Świata w 2015; drugi w 2017 i szósty w 2016. 
Mistrz świata juniorów w 2014 i trzeci w 2013. Pierwszy na ME juniorów 2015, a trzeci w 2013. Wygrał ME U-23 w 2017 roku.